# Паметник на генерал Гурко (София)
Паметникът на генерал Гурко в София е първият в столицата посветен на паметта на генерал Йосиф Владимирович Гурко. Намира се в градината пред Софийската градска художествена галерия на ъгъла на улиците „Гурко“ и „Княз Александър I“. Автор е руският скулптор Григорий Потоцки. Издигнат е в навечерието на 3 март 2013 г. с изцяло дарителски средства – бронзова фигура е изработена от правителството на Москва, а другите елементи са дарение от български строителни компании.
На церемонията по откриване присъстват председателят на Народното събрание Цецка Цачева и гостуващите в България по повод годишнината от Освобождението парламентаристи от Русия, Литва, Латвия, Румъния, Молдова, Сърбия и Черна гора, както и посланикът на Русия в България Юрий Исаков.

## История
Паметник е издигнат по повод 135 години от Освобождението на България. По време на Руско-турската освободителна война (1877 – 1878) на ген. Гурко е поверено командването на Предния отряд на руската армия, в състава на който влиза и Българското опълчение. На 4 януари 1878 г. освобождава бъдещата българска столица – София. Ген. Гурко е възпят от народния поет Иван Вазов в стихотворението „Здравствуйте, братушки!“.

## Композиция
Паметникът се състои от бронзов бюст, висок 1,30 м, поставен върху двуметрова кръгла колона от мрамор.